# Cleruchus kivach
Cleruchus kivach (лат.) — вид паразитических наездников из семейства Mymaridae. Россия: Карелия (Кондопожский район).

## Описание
Микроскопического размера перепончатокрылые насекомые, длина тела около 0,5 мм. Основная окраска жёлтовато-коричневая. Лапки 4-члениковые. Мандибулы 2-зубчатые. Петиоль короткий, много короче своей ширины. Собраны на грибах-трутовиках Trametes ochracea (Полипоровые) и Bjerkandera adusta (Мерулиевые), найденными на осине (Populus tremula). Основной хозяин и биология неизвестны.
Вид был впервые описан в 2014 году российско-американским энтомологом Сергеем Владимировичем Тряпицыным (Entomology Research Museum, Department of Entomology, Калифорнийский университет в Риверсайде, Калифорния, США) вместе с другими новыми видами из Палеарктики. Видовое название Cl. kivach дано по месту типового местообнаружения в заповеднике Кивач.